# A Cry at Midnight
A Cry at Midnight è un cortometraggio muto del 1916 diretto da Al Hall (Alexander Hall). La pellicola segna il debutto dietro alla macchina da presa di Hall che, in seguito, tra gli anni trenta e i quaranta, sarebbe diventato un noto regista hollywoodiano. Il film fu l'unico prodotto dalla Broadwell Productions, una piccola compagnia fondata dal regista Robert Broadwell.

## Produzione
Il film fu prodotto dalla Broadwell Productions.

## Distribuzione
Distribuito dalla Pioneer Film Corporation, il film - un cortometraggio di due bobine - uscì nelle sale cinematografiche USA nel 1916.